# Herta Heuwer
Herta Charlotte Pöppel, coniugata Heuwer (Königsberg, 30 giugno 1913 – Berlino, 3 luglio 1999), è stata una cuoca e imprenditrice tedesca. È conosciuta per essere l'ideatrice della currywurst.
Nel suo chiosco di Charlottenburg, a Berlino, ideò nel 1949 una salsa a base di concentrato di pomodoro e curry, usandola per condire una salsiccia grigliata. Questa sua ricetta divenne nota, a partire dalla metà degli anni cinquanta come currywurst. Il successo fu tale che il piatto si diffuse in tutta la Germania, ma anche in Austria e Alto Adige, oltre a consentire all'ideatrice l'apertura di un vero e proprio ristorante.
Nel 1959 la Heuwer registrò la sua salsa col marchio Chillup, rifiutandosi per tutta la vita di vendere la ricetta, anche a fronte di consistenti offerte.
Nel 2003 è stata posta una targa laddove si trovava il chiosco originario.
In occasione del 70º anniversario dell'invenzione del currywurst, la Staatliche Münze Berlin ha emesso una medaglia commemorativa in onore di Herta Heuwer.